# Socialchef
En socialchef är en chef inom primärkommuner som planerar, leder och samordnar kommunens sociala verksamhet. Socialchefen svarar för att verksamheten följer uppsatta mål, ser till att ekonomiska mål uppnås, ansvarar för personal-, och resultatutveckling, övervakar resursutnyttjande, ansvarar för kvalitet, beslutar om anställningar, omplaceringar, planlägger och leder den dagliga verksamheten.